# Bambusiphila vulgaris
Bambusiphila vulgaris là một loài bướm đêm trong họ Noctuidae.